# Sabine Kohleisen
Sabine Kohleisen (* 22. März 1964 in Frankenthal (Pfalz)) ist eine deutsche Managerin. Sie ist aktuell neben Renata Jungo Brüngger und Britta Seeger eines der drei weiblichen Mitglieder des Vorstands der Mercedes-Benz Group AG. Seit dem 1. Dezember 2021 verantwortet Sabine Kohleisen das Ressort Personal und ist Arbeitsdirektorin des Unternehmens. Zudem ist sie Mitglied des Vorstandes der Mercedes-Benz AG.

## Leben
Nach Abschluss eines Studiums zur Diplom-Kauffrau an der Friedrich-Alexander-Universität Erlangen-Nürnberg im Jahr 1989, mit den Schwerpunkten Unternehmensführung, Marketing und Unternehmens- und Gesellschaftsrecht, trat sie im Jahr 1990 als Autoverkäuferin in die damalige Daimler-Benz AG ein.
Ihre Karriere umfasste verschiedene Positionen im Unternehmen, wie Strategischer Dialog, Verkaufsleitung, Firmenangehörigengeschäft und Leitung des Corporate Office. Von 2019 bis 2021 war sie als Vorstandsmitglied der Mercedes-Benz AG als Arbeitsdirektorin verantwortlich für das Ressort Personal. Seit dem 1. Dezember 2021 erfüllt sie diese Funktionen außerdem im Vorstand der Mercedes-Benz Group AG als Nachfolgerin von Wilfried Porth.
Im Dezember 2024 gibt Kohleisen bekannt, dass sie ihren Ende November 2025 auslaufenden Vertrag nicht verlängern wird.